# Vendée-Arctique-Les Sables-d'Olonne 2020
Navigation
Édition 2022
La Vendée-Arctique-Les Sables-d'Olonne 2020 est une course au large créée pour remplacer deux compétitions annulées du fait de la pandémie de covid-19. Le départ pour les 20 concurrents est donné le 4 juillet à 15 h 30 en baie des Sables-d'Olonne. Épreuve organisée par la classe IMOCA et Sea to See, elle est courue en solitaire et sans escale, à bord de monocoques de 60 pieds. Le parcours, long en théorie de 2 807 milles (5 200 kilomètres), mène les bateaux au sud-ouest de l'Islande. L'arrivée se fait aux Sables-d'Olonne. La course offre à certains skippers l'occasion de se qualifier pour le Vendée Globe 2020-2021.
L'épreuve est remportée le 14 juillet 2020, à 20 h 44 min 8 s, par Jérémie Beyou sur Charal. Il a effectué le parcours en 10 jours, 5 heures, 14 minutes et 8 secondes, parcourant 3 284,32 milles à une moyenne sur l'eau de 13,39 nœuds. Charlie Dalin, sur Apivia, termine 2e, à 50 min de Beyou. Thomas Ruyant, sur Linked Out, termine 3e, à 1 h 10 de Beyou. Derrière ces trois foilers de dernière génération, viennent deux bateaux classiques de 2010 auxquels on a ajouté des foils : l'Initiatives-Cœur de Samantha Davies, qui termine 4e, à 1 h 44 de Beyou ; et le PRB de Kevin Escoffier, qui termine 5e, à 2 h 40 de Beyou.
Le succès de cette course de circonstance conduit à la pérenniser : une deuxième édition a lieu en 2022.

## Contexte

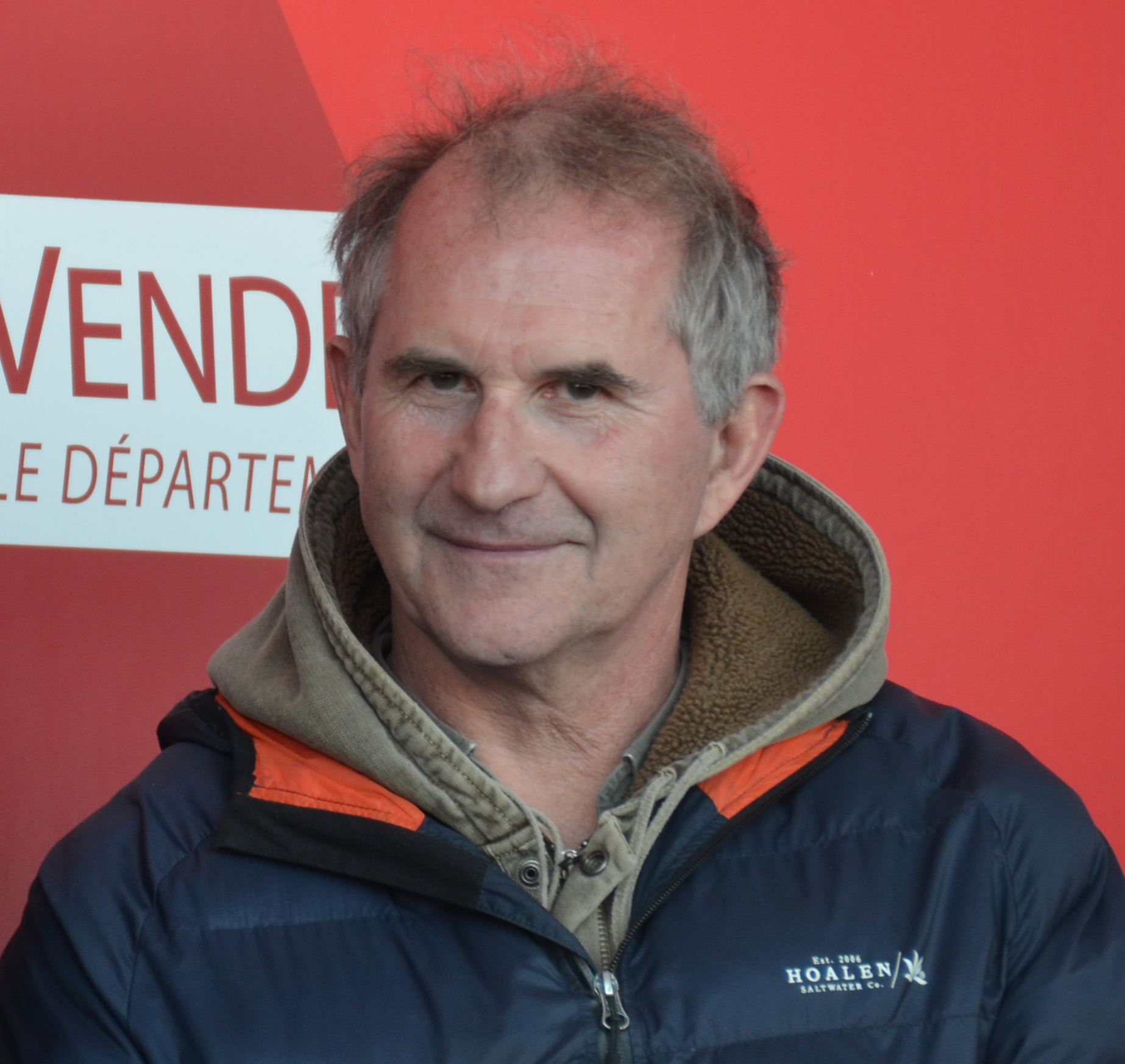
Jacques Caraës, directeur de course.

En raison de la pandémie de covid-19, deux courses d'Imoca, qualificatives pour le Vendée Globe 2020, sont supprimées : The Transat, prévue en mai 2020, et la New York-Vendée-Les Sables-d'Olonne, prévue en juin. La classe Imoca décide de les remplacer. En collaboration avec la société Sea to See, elle organise une course totalement inédite, dont le départ a lieu en juillet.
Les enjeux sont multiples. « Sportivement, dit le directeur de course Jacques Caraës, les marins ont besoin de naviguer en configuration solitaire. Techniquement, ils doivent valider les modifications effectuées cet hiver en chantier. » Par ailleurs, quatre des candidats au Vendée Globe n'ont pas encore terminé une course qualificative : Kojiro Shiraishi, Armel Tripon, Isabelle Joschke et Clément Giraud. La Vendée-Arctique-Les Sables leur offre la possibilité de se qualifier.

## Règlement

### Dispositions sanitaires
La Vendée-Arctique est une des premières compétitions sportives autorisées en France après le confinement (du 17 mars au 10 mai) lié à la pandémie. La menace d'une deuxième vague épidémique n'étant pas écartée, les organisateurs doivent adapter le règlement de la course à la donne sanitaire.
Dès le 25 juin, des contrôles de sécurité sont menés dans les ports d'attache des bateaux engagés. À partir du 29 juin, chaque skipper doit se confiner à l'endroit de son choix, à terre ou sur son bateau. Il en va de même pour les équipiers (trois au maximum) qui l'accompagneront en convoyage. Le 30 juin, un briefing « parcours et sécurité » s'effectue en visioconférence. Le 2 juillet, le briefing « météo » s'effectue lui aussi en visioconférence.
Le 3 juillet, le concurrent et les convoyeurs sont soumis à un test sérologique à bord de leur bateau, juste avant de quitter le port d'attache. Ils mettent à la voile vers Les Sables-d'Olonne, avec obligation de rester en mer durant les 24 heures précédant le départ de la course. Arrivés à proximité de la ligne, ils restent au large des Sables-d'Olonne. Il n'y a donc ni « village » pour accueillir le public, ni amarrage des bateaux dans le Port Olona, ni descente du chenal. Le 4 juillet, avant le départ, les résultats des tests sérologiques effectués la veille sont communiqués à la direction de course. S'il n'y a pas de malade à bord d'un bateau, les équipiers sont autorisés à débarquer et le skipper peut se présenter au départ.
À l'arrivée, pas de remontée du chenal. Les cinq premiers sont amenés à terre en semi-rigide, pour se prêter à des interviews. Seuls les bateaux des concurrents locaux sont autorisés à entrer dans le port.

### Parcours

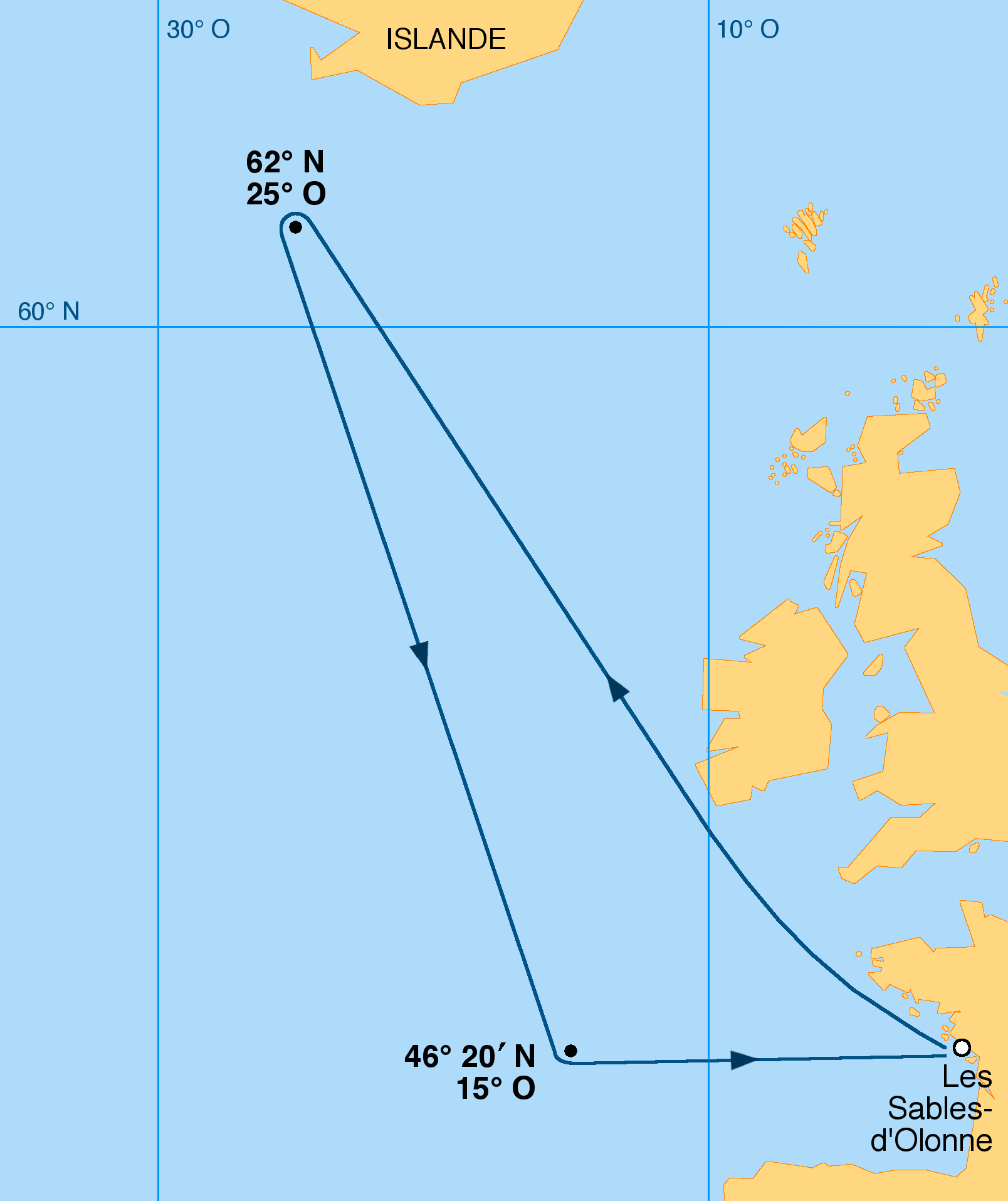
Parcours théorique définitif, après déplacement du point de passage sud le 8 juillet 2020-.

L'idée première, qui donne son nom à la course, est de placer un point de passage sur le cercle arctique (66° 33′ 49,7″ N), à mi-distance du Groenland et de l'Islande,. La direction de course se montre néanmoins prudente. Elle estime que naviguer dans le détroit de Danemark peut se révéler « délicat » : « En cas de météo contraignante », dit Jacques Caraës, la flottille risque de « se retrouver coincée par la banquise côté Groenland et d'être soumise aux effets des sommets côté Islande ». La direction de course tient compte aussi du fait que le détroit « abrite une grosse concentration de mammifères marins ». Enfin, les bateaux y sont dangereusement proches des glaces dérivantes. Après réflexion, le point de passage nord est placé sur le 62e parallèle.
La course s'effectue en solitaire et sans escale (les escales techniques sont autorisées). Les lignes de départ et d'arrivée, devant les Sables-d'Olonne, sont celles du Vendée Globe. Le départ est donné le 4 juillet 2020, à 15 h 30.
Le parcours dessine un triangle. Les concurrents doivent enrouler deux points de passage : « COI-Unesco » (62° N, 25° O) au sud-ouest de l'Islande, et « Gallimard » (46° 20′ N, 15° O) dans l'ouest des Sables-d'Olonne, à quelque 550 milles. Les deux points peuvent être déplacés par la direction de course, au vu des circonstances météo (c'est ce qui va se passer pour le point sud, initialement positionné au nord-est des Açores, et qui sera déplacé durant la course). Le sens de rotation (cap vers le  nord ou vers l'ouest en premier) est déterminé par les organisateurs dans la semaine précédant le départ, en fonction des prévisions météo : le 2 juillet, ils optent pour le nord en premier, car « les projections météo sont connues et […] les éventuelles difficultés peuvent donc être anticipées ». Le parcours théorique définitif, après repositionnement du point sud, est de 2 807 milles (environ 5 200 kilomètres).
« Nous n'allons pas chercher à cavaler à l'avant de systèmes météo comme on le fait traditionnellement en transat, explique Miranda Merron, mais nous allons traverser à deux reprises […] les routes suivies par les dépressions d'Atlantique nord […] Nous devrions ainsi rencontrer toutes sortes de conditions, avec du vent fort et des mers croisées. Un très bon test avant le Vendée Globe. » « La course, prévient Charlie Dalin, s’annonce beaucoup plus difficile qu’une transatlantique vers les Antilles. Cela va être engagé. Car on va passer notre temps à traverser des systèmes météo, ce qui veut dire des changements incessants de direction et de force du vent et donc aussi des manœuvres et des changements de voiles. Cela va être une course fatigante. »

### Type de bateau
Les bateaux admis à participer à cette course sont des voiliers monocoques d'une longueur comprise entre 59  et   60 pieds, c'est-à-dire environ 18 mètres. Ces bateaux doivent répondre aux dernières règles de la classe 60 pieds IMOCA.

## Participants
Les 20 Imoca prenant le départ se répartissent en quatre familles :
- six foilers de nouvelle génération (2018-2020) : Charal, Apivia, Linked Out, DMG Mori Global One, Arkea-Paprec et L'Occitane en Provence ;
- quatre foilers de la génération précédente (2015-2017) : Maître Coq IV, Newrest-Art & Fenêtres, Seaexplorer-Yacht Club de Monaco et Prysmian Group ;
- quatre bateaux plus anciens (2007-2010) sur lesquels on a adapté des foils : La Mie câline-Artisans Artipôle, MACSF, Initiatives-Cœur et PRB ;
- six bateaux anciens (2006-2011) à dérives droites : Groupe Sétin, Banque Populaire X, Campagne de France, Vers un monde sans sida, Groupe Apicil et V and B-Mayenne[16].

| Concurrent        | Nationalité      | Nom du bateau                      | Numéro de voile | Architecte                       | Chantier                          | Année de lancement |
| ----------------- | ---------------- | ---------------------------------- | --------------- | -------------------------------- | --------------------------------- | ------------------ |
| Fabrice Amedeo    | France           | Newrest - Art & Fenêtres           | FRA 56          | VPLP / Verdier                   | Persico Marine                    | 2015               |
| Yannick Bestaven  | France           | Maître Coq IV                      | 17              | VPLP / Verdier                   | CDK Technologies                  | 2015               |
| Jérémie Beyou     | France           | Charal                             | 08              | VPLP                             | CDK Technologies                  | 2018               |
| Arnaud Boissières | France           | La Mie Câline - Artisans Artipôle  | FRA 14          | Owen Clarke Design / Clay Oliver | Hakes Marine Construction         | 2007               |
| Manuel Cousin     | France           | Groupe Sétin                       | FRA 71          | Farr Yacht Design                | Southern Ocean Marine             | 2007               |
| Clarisse Cremer   | France           | Banque Populaire X                 | FRA 30          | VPLP / Verdier                   | CDK Technologies / Mer Agitée     | 2011               |
| Charlie Dalin     | France           | Apivia                             | FRA 79          | Verdier                          | CDK Technologies                  | 2019               |
| Samantha Davies   | Royaume-Uni      | Initiatives-Cœur                   | FRA 109         | VPLP / Verdier                   | CDK Technologies / JMV Industries | 2010               |
| Kevin Escoffier   | France           | PRB                                | 85              | VPLP / Verdier                   | Thierry Eluère / CDK Technologies | 2009               |
| Clément Giraud    | France           | Vers un monde sans SIDA            | FRA 35          | Farr Yacht Design                | JMV Industries                    | 2006               |
| Boris Herrmann    | Allemagne        | Seaexplorer - Yacht Club de Monaco | 16              | VPLP / Verdier                   | Multiplast                        | 2015               |
| Isabelle Joschke  | Allemagne France | MACSF                              | FRA 27          | VPLP / Verdier                   | Chantier naval de Larros          | 2007               |
| Miranda Merron    | Royaume-Uni      | Campagne de France                 | FRA 50          | Owen Clarke Design               | Southern Ocean Marine             | 2006               |
| Giancarlo Pedote  | Italie           | Prysmian Group                     | ITA 06          | VPLP / Verdier                   | Multiplast                        | 2015               |
| Thomas Ruyant     | France           | Linked Out                         | FRA 59          | Verdier                          | Persico Marine                    | 2019               |
| Damien Seguin     | France           | Groupe Apicil                      | FRA 1000        | Groupe Finot-Conq                | Multiplast                        | 2008               |
| Kojiro Shiraishi  | Japon            | DMG Mori Global One                | JPN 11          | VPLP                             | Multiplast                        | 2019               |
| Sébastien Simon   | France           | Arkea-Paprec                       | 85              | Juan Kouyoumdjian                | CDK Technologies                  | 2019               |
| Maxime Sorel      | France           | V and B - Mayenne                  | FRA 53          | VPLP / Verdier                   | Indiana Yachting                  | 2007               |
| Armel Tripon      | France           | L'Occitane en Provence             | 2               | Sam Manuard                      | Black Pepper                      | 2020               |

## Avant la course
Le 18 juin, on apprend que Benjamin Dutreux (Water-Family-Oceania Hotel) perd son sponsor, qui subit les effets de la crise du covid-19 dans le secteur hôtelier. Le 24 juin, le skipper annonce que, « pour des raisons budgétaires », il ne sera pas au départ de la course.
Durant le week-end des 21 et 22 juin, Armel Tripon effectue son parcours qualificatif pour la Vendée-Arctique (48 heures en solitaire), lorsqu'il heurte un ofni. Il réussit à finir son parcours, mais les dégâts sont importants. La coque de L'Occitane en Provence est percée. L'équipe et celle du chantier Black Pepper Yachts se lancent dans une course contre la montre. Après un peu plus de 1 000 heures de travail, le bateau est remis à l'eau le 1er juillet.
Le 2 juillet, Alan Roura (La Fabrique) annonce qu'il ne sera pas au départ, car il attend la naissance de son enfant.

## Déroulement
4 juillet 2020. Le départ est donné à 15 h 30, dans un vent de sud-ouest d'environ 20 nœuds. Avant de mettre le cap sur la pointe de la Bretagne, les concurrents descendent plein sud sur 8 milles, pour enrouler la bouée Pasteur. Armel Tripon (L'Occitane en Provence) vire en tête, suivi de Jérémie Beyou (Charal, 2e), de Thomas Ruyant (Linked Out, 3e), de Charlie Dalin (Apivia, 4e) et de Kevin Escoffier (PRB, 5e). À 19 heures, Ruyant mène, suivi de Dalin (2e), de Beyou (3e) et de Sébastien Simon (Arkea-Paprec, 4e), lorsque ce dernier casse un foil. Il se déroute vers Port-la-Forêt.
5 juillet. En début de matinée, les premiers débordent l'île d'Ouessant. Un groupe de six concurrents s'est légèrement détaché : Ruyant (1er), Escoffier (2e), Beyou (3e), Dalin (4e), Isabelle Joschke (MACSF, 5e) et Boris Herrmann (Seaexplorer-Yacht Club de Monaco, 6e). Simon annonce son abandon. Après 24 heures de course, le groupe de tête déborde les îles Scilly dans un vent d'ouest-nord-ouest. Prudent, Tripon (12e) tire d'ores et déjà un bord dans l'ouest pour contourner une dépression qui passe au sud de l'Irlande. Peu après, Beyou prend la 2e place. Dans un vent qui se renforce à 25 nœuds, Dalin prend la 3e place, puis la 2e. Victime d'une casse de support d'alternateur, Damien Seguin (Groupe Apicil, 14e) fait demi-tour vers la Bretagne. Dans la soirée, la mer est grosse et le vent à 27 nœuds, avec des rafales à 35.
6 juillet. Aux alentours de minuit, Herrmann ravit la 5e place à Joschke. Les premiers se rapprochent de Kinsale, sur la côte sud de l'Irlande, pour trouver un peu de calme et virer. Faisant maintenant route ouest-sud-ouest, ils parent le rocher du Fastnet vers quatre heures du matin. Herrmann (5e) et Joschke (6e) sont rejoints par Samantha Davies (Initiatives-Cœur, 7e). Beyou retrouve la 2e place. En début d'après-midi, Ruyant, toujours 1er, vire de bord, bientôt imité par ses poursuivants. Seguin annonce son abandon.

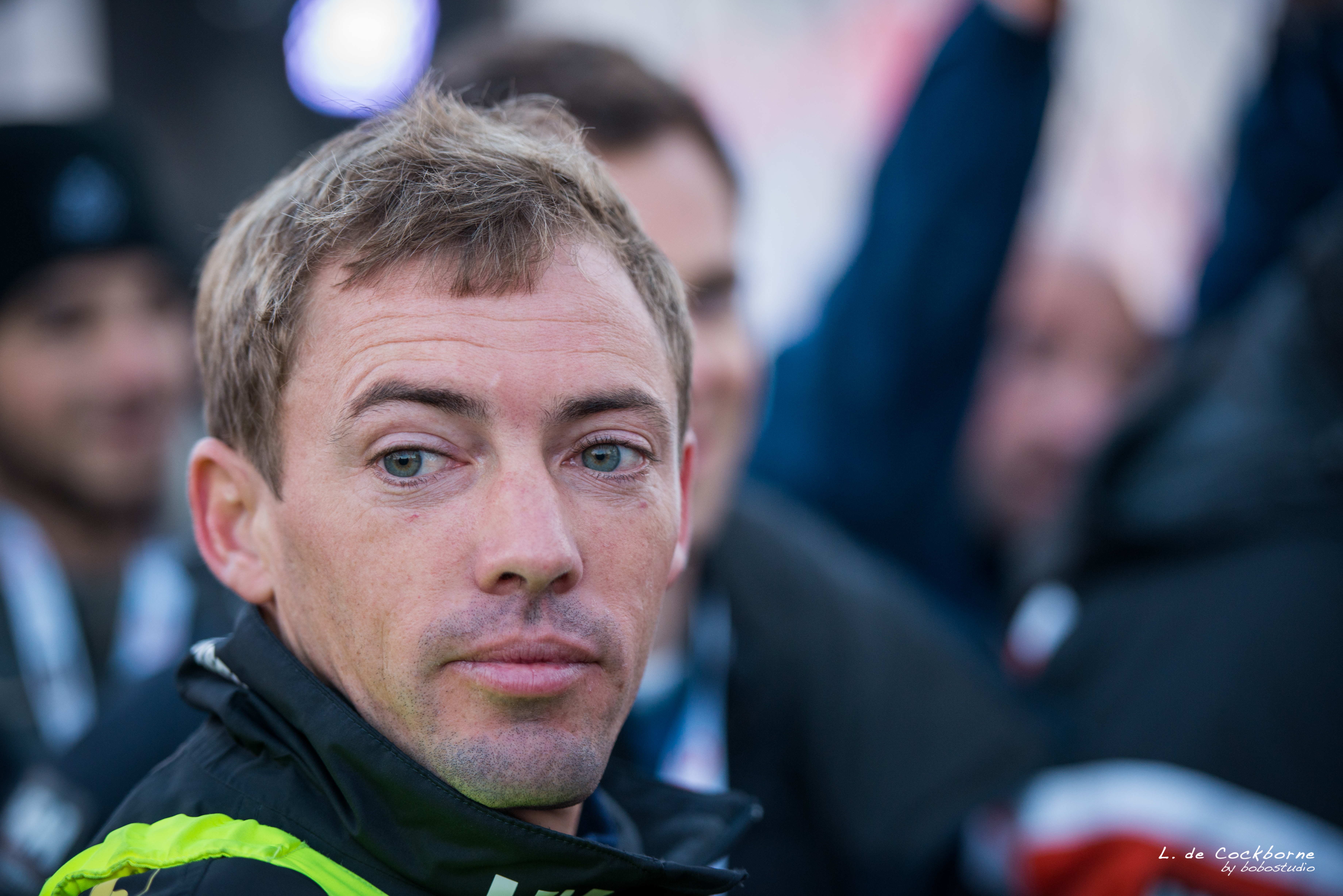
Thomas Ruyant, skipper de Linked Out.

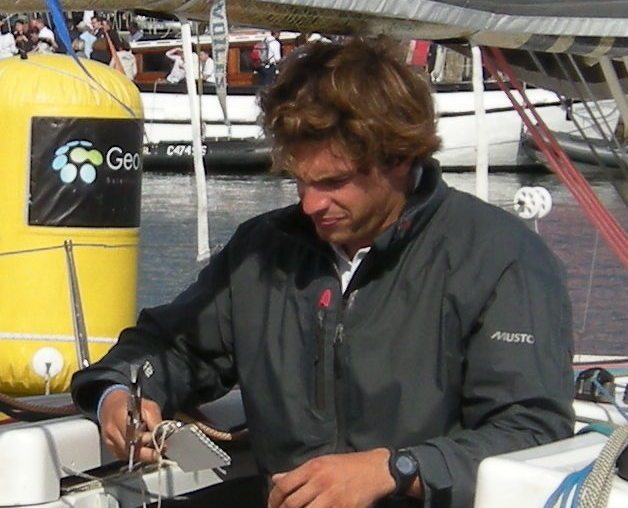
Charlie Dalin, skipper d'Apivia.

Dans la tourmente de la nuit, plusieurs bateaux ont souffert. Tripon (14e), victime d'une avarie de structure, abandonne à son tour. Huitième au Fastnet, Kojiro Shiraishi (DMG Mori Global One) doit résoudre une série de problèmes qui lui font perdre trois places,,. Escoffier (4e) mène une belle course, sur un PRB de 2010 qu'on a transformé en foiler. Il ne lâche pas les trois bateaux récents qui le précèdent. Mais, naviguant avec un jeu de voiles ancien, il a percé sa grand-voile durant la nuit. Il prend deux ris pour procéder, à deux reprises, à des réparations. Il perd le contact avec le trio de tête.
7 juillet. La nuit est une nouvelle fois agitée, avec 25 à 30 nœuds d'un vent de sud-ouest. Les allures sont proches de 90 degrés du vent. Les trois bateaux de tête font route nord-ouest à bonne vitesse (22 à 26 nœuds). Ruyant a opté pour une route décalée au nord-est (60 milles en latéral). En milieu de nuit, Dalin prend la 2e place à Beyou. Dans la matinée, le passage de la dorsale est fatal à l'option de Ruyant. Beyou prend la 1re place, suivi de Dalin (2e), puis de Ruyant (3e). Dans l'après-midi, le duo de tête franchit le 55e parallèle, latitude du nord de l'Irlande. En fin de journée, Ruyant (3e) accuse une quarantaine de milles de retard sur Beyou (1er). Escoffier est descendu de la 4e à la 7e place, dépassé par Davies (4e), Herrmann (5e) et Joschke (6e).
8 juillet. La deuxième moitié de la nuit et la matinée se passent dans la traversée d'une dorsale qui permet à Dalin de reprendre la 1re place à Beyou. Ensuite, le vent adonne un peu. Ruyant a toujours du retard. Derrière, cinq concurrents, qui se tiennent en 28 milles, mènent une âpre bataille. Davies est toujours 4e, mais Escoffier est remonté à la 5e place, Herrmann est 6e, Joschke 7e et Yannick Bestaven (Maître Coq IV) 8e. Peu avant minuit, Dalin (1er) et Beyou (2e) franchissent le 60e parallèle, qui est la latitude du sud du Groenland. Ruyant (3e) est à 44 milles de Dalin.
9 juillet. Ruyant a opté pour une route un peu plus ouest que ses deux rivaux. Toute la nuit durant, il va soigner ses réglages et l'assiette de son bateau. Il effectue une superbe remontée. Lorsqu'il arrive au 61e parallèle, il n'est plus qu'à 23 milles du premier. À six heures du matin, Dalin et Beyou sont « empétolés dans la molle » à 3 et 4 nœuds, à une vingtaine de milles du point de passage nord (62° N, 25° O). Ruyant n'est plus qu'à 11 milles du premier. La progression vers le point de passage se fait très lentement.

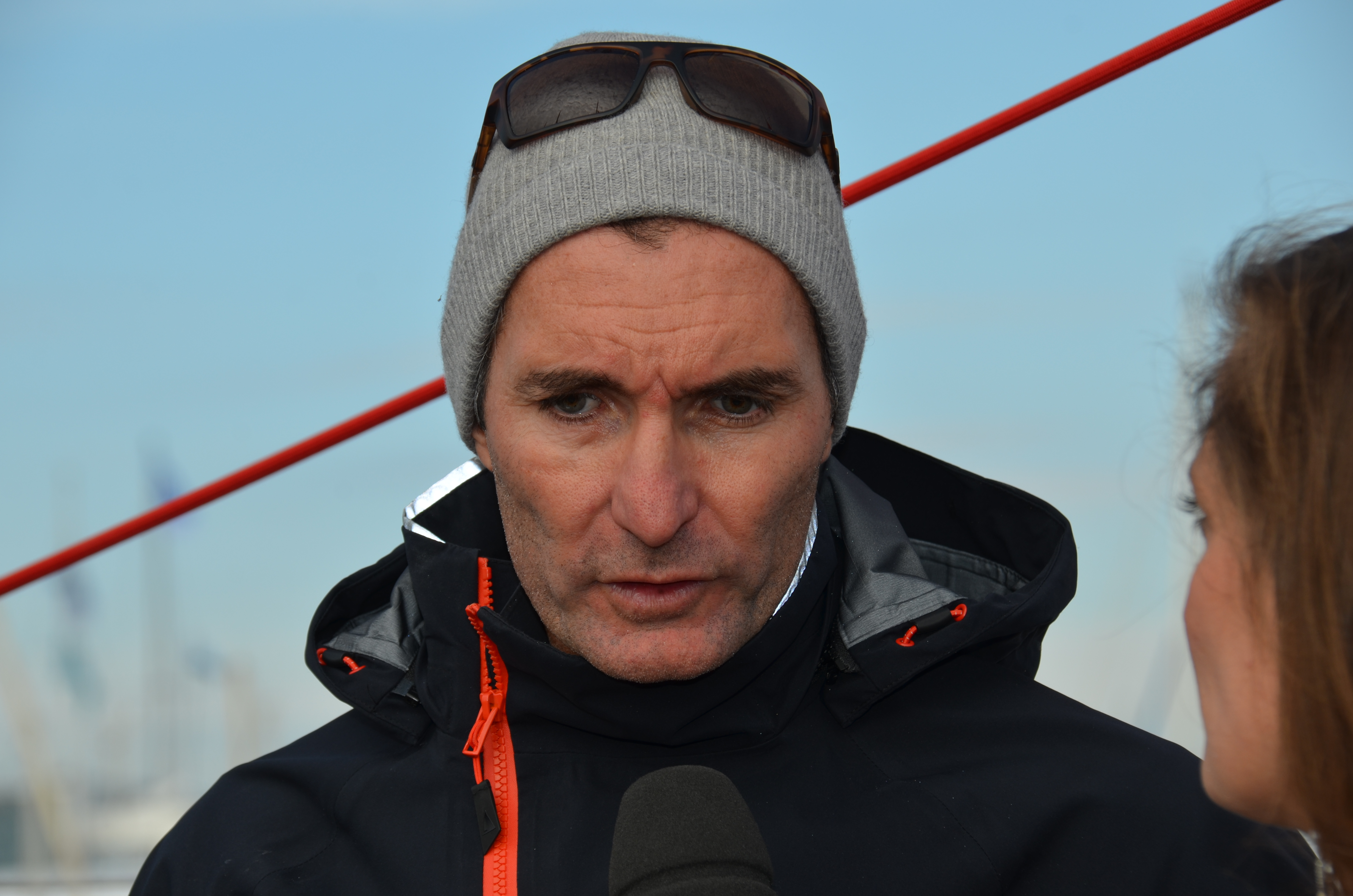
Jérémie Beyou, skipper de Charal.

Le positionnement ouest de Ruyant (à 4 milles de Dalin, en latéral) lui permet de « faire l'intérieur » : lorsqu'il se présente à la latitude du point de passage, il n'est qu'à 5 milles à l'est de celui-ci. Ses deux rivaux en sont plus éloignés, mais ils ont déjà viré à l'ouest, et se rapprochent. Lorsque Ruyant peut virer à son tour, il est 1 mille devant Dalin. Il passe la marque le premier, à 11 h 41 (heure de France). Dalin (2e) passe 6 minutes plus tard. Beyou est 3e, à 51 minutes de Ruyant. Derrière ces trois foilers de dernière génération, deux bateaux de 2010 transformés en foilers enroulent la marque en début d'après-midi : l'Initiatives-Cœur de Davies (4e) et le PRB d'Escoffier (5e). Herrmann passe en 6e position, Joschke en 7e, Bestaven en 8e.

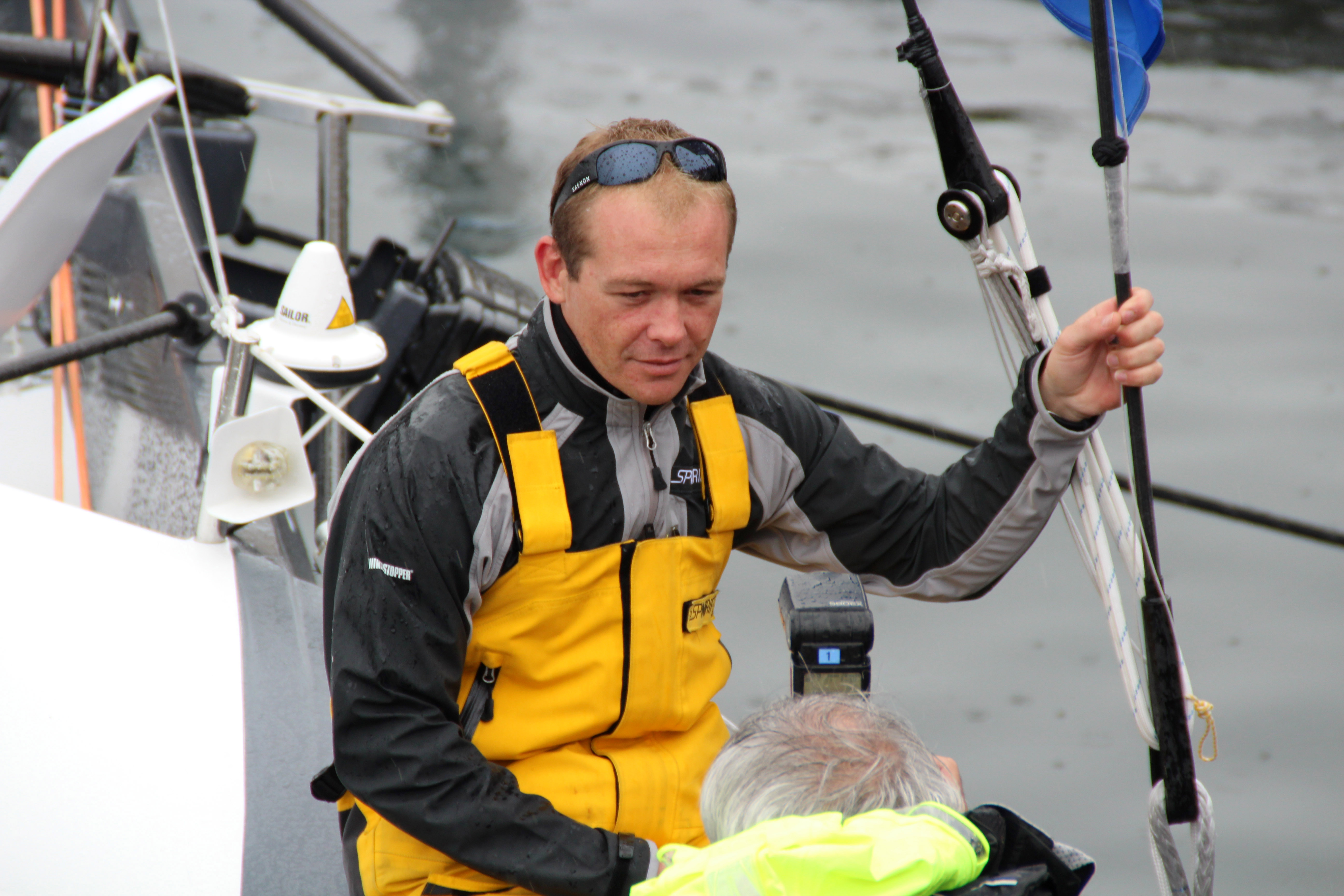
Kevin Escoffier, skipper de PRB.

Dans la descente vers le sud, les vents instables permettent un regroupement. C'est maintenant un groupe de six concurrents qui tient la tête : au trio Dalin-Beyou-Ruyant sont venus se joindre Davies, Escoffier et Herrmann. Le soir, emmenés par Davies, les six marins se tiennent en 8 milles.
10 juillet. Les six bateaux de tête progressent de front, alignés sur 60 milles, de Dalin (à l'ouest) à Escoffier (à l'est). On voit successivement en tête Davies, Dalin, Beyou, Herrmann, Ruyant. En raison des faibles écarts, le classement est constamment bouleversé — un classement en distance au but d'importance relative, car la proximité de la route directe avantage ceux qui marchent à l'est. Pour chacun, l'important est de bien se positionner pour négocier une dorsale, puis une dépression qui vont barrer le chemin. En début d'après midi, les premiers abordent la dorsale. Le positionnement ouest de Dalin ne lui profite pas. Peu avant minuit, les six premiers virent au sud-ouest.
Joschke est 7e, à seulement 20 milles du premier (Ruyant). Elle mène les poursuivants, groupés en une quarantaine de milles : Bestaven est 8e, Fabrice Amedeo (Newrest-Art & Fenêtres) 9e, Giancarlo Pedote (Prysmian Group) 10e, Clarisse Crémer (Banque Populaire X) 11e (et 1er bateau à dérives droites), Shiraishi 12e et Maxime Sorel (V and B-Mayenne) 13e. Les quatre derniers de la flottille, qui n'ont pas eu dans le nord les mêmes conditions de vent que les premiers, suivent une route différente, beaucoup plus dans l'est. Ce sont Arnaud Boissières (La Mie câline-Artisans Artipôle, 14e à 158 milles du premier), Manuel Cousin (Groupe Sétin, 15e) , Miranda Merron (Campagne de France, 16e) et Clément Giraud (Vers un monde sans sida, 17e à 268 milles du premier).

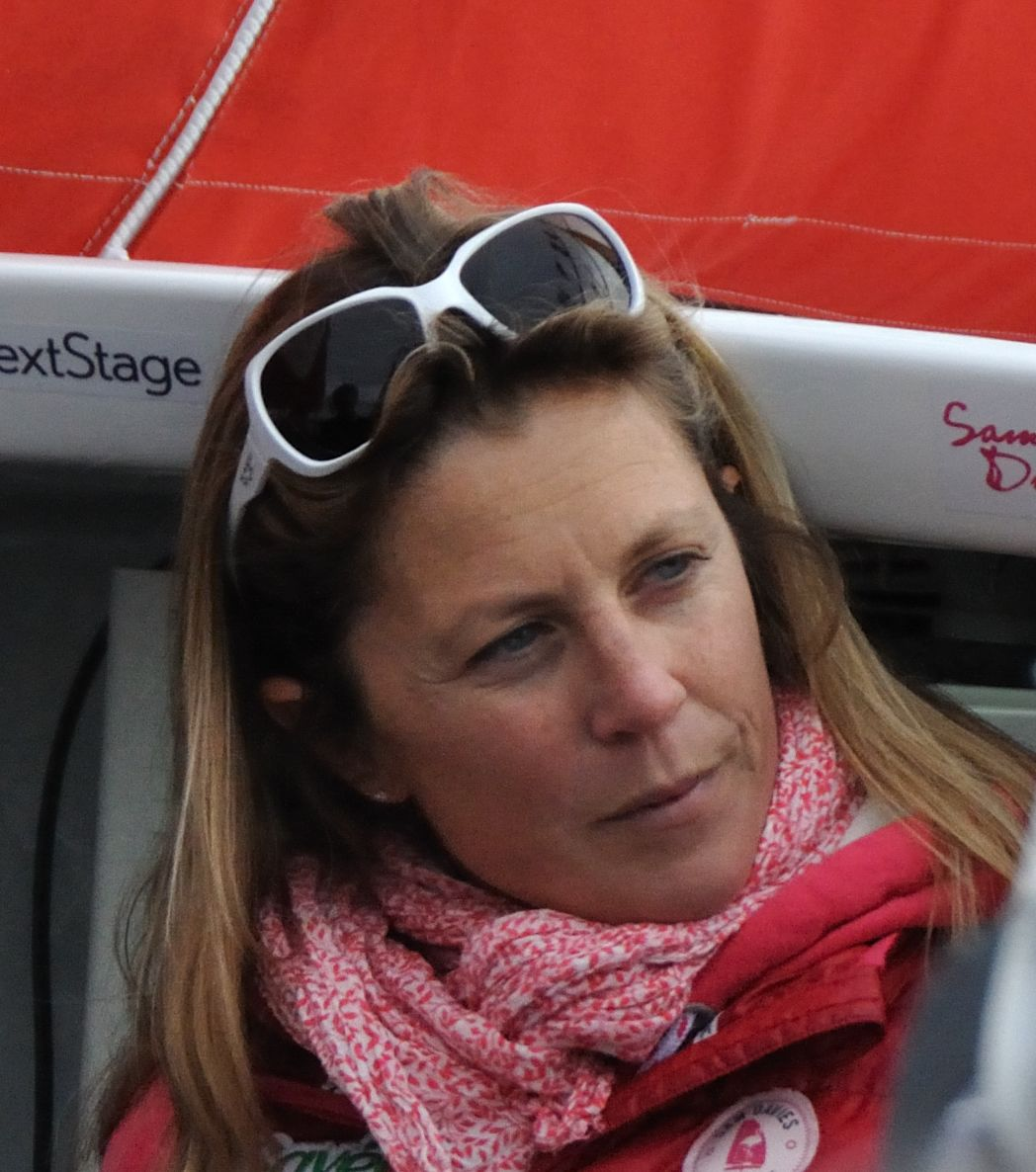
Samantha Davies, skipper d'Initiatives-Cœur.

11 juillet. Au matin, les 13 premiers marchent au sud-sud-ouest. Le groupe de tête, emmené par Beyou, entame la traversée de la petite dépression, la quatrième dépression depuis le départ. À 7 h 25, Herrmann (2e) casse son hook (chariot de têtière) de grand-voile. Vers 9 heures, la bôme de Joschke (7e) se brise en deux. À midi, après le passage d'un petit front, Beyou, Ruyant et Dalin voient le vent basculer de sud-est à sud-ouest, ce qui leur permet de virer les premiers au sud-est, cap sur le deuxième point de passage. Le soir, le groupe de tête ne compte plus que cinq bateaux, qui se tiennent en 9 milles. Herrmann, qui n'a pu réparer, doit poursuivre avec deux ris dans la grand-voile. Il est maintenant 7e, à 41 milles de Beyou (1er). Escoffier est 2e, Davies 3e, Ruyant 4e et Dalin 5e. Joschke, descendue à la 12e place, poursuit sa route sous petite voile d'avant.
12 juillet. À 6 heures, Dalin reprend la tête. En milieu de matinée, Dalin (1er), Beyou (2e) et Ruyant (3e) franchissent le 50e parallèle. Le trio de tête creuse à nouveau l'écart avec Escoffier et Davies. Joschke est maintenant 13e. Mais elle a réussi à déposer sa bôme et à renvoyer sa grand-voile avec deux ris, sans bôme. Ruyant perd un peu de terrain sur Dalin et Beyou. Le deuxième point de passage (46° 20′ N, 15° O) se trouve au milieu d'une dorsale, la cinquième du parcours. Dans la soirée, les premiers commencent à ralentir.
13 juillet. Les trois premiers se tiennent en 11 milles. Ruyant (3e) est bien décalé de 6 milles au sud-ouest. Il a un meilleur angle que les deux premiers pour passer la marque. Mais, comme le dit Dalin, le vent dans la dorsale est « plus sûr que prévu ». Ruyant ne peut mieux faire que revenir à 2 milles de Beyou et à 3 milles de Dalin. À 9 h 34 (heure de France), Dalin pare la marque sud. Beyou passe 19 minutes plus tard, Ruyant 54 minutes plus tard, Escoffier 58 minutes plus tard. Les écarts sont très serrés. Davies (5e) n'est qu'à 12 milles de Dalin. Les cinq bateaux de tête empannent pour aller chercher la bascule de vent. Escoffier dispute la 3e place à Ruyant. La route vers Les Sables-d'Olonne se fait maintenant au portant avec du vent d'ouest, puis de nord-ouest la nuit venue.
14 juillet. Dans la nuit, Davies prend la 4e place à Escoffier. Depuis le point de passage sud, les treize premiers dessinent au nord de la route directe un grand arc de cercle. Il s'agit de choisir la latitude idéale pour bénéficier du bon flux de nord-ouest que génère un petit front. La courbe de Beyou, la plus nord, culmine en milieu de nuit à la latitude de Groix. À 5 heures, le skipper de Charal prend la tête. Les premiers progressent en arrière du front dans un vent de nord-nord-ouest. À 10 heures, Ruyant prend la 2e place à Dalin. En début d'après-midi, Beyou cède brièvement la 1re place à Ruyant, tandis que Dalin se décale dans le sud pour se placer pour la bascule de vent. À 18 heures, Beyou est à une soixantaine de milles des Sables-d'Olonne. Les trois hommes de tête se tiennent en 9 milles. À 29 milles du premier, Davies conserve la 4e place. Son hook étant défaillant, elle navigue avec un ris dans la grand-voile. Escoffier (5e) la suit à 15 milles. À 18 h 30, Ruyant perd un peu de terrain sur Beyou, et Dalin se rapproche de lui. Vers 19 h 30, Dalin prend la 2e place à Ruyant. Beyou, le plus sud des trois premiers, file 21 nœuds, Dalin 23 nœuds, Ruyant, le plus nord, 19 nœuds.
À 20 h 44 min 8 s, sans avoir eu besoin d'empanner, Jérémie Beyou, sur Charal, franchit la ligne d'arrivée en vainqueur. Il vient de parcourir 3 284,32 milles en 10 jours, 5 heures, 14 minutes et 8 secondes, soit une moyenne sur l'eau de 13,39 nœuds. Ruyant procède à un double empannage à 13 milles de la ligne, pour se recaler. Dalin fait de même un peu plus loin. À 21 h 34, Charlie Dalin, sur Apivia, termine 2e à 50 min de Beyou. À 21 h 54, Thomas Ruyant, sur Linked Out, termine 3e à 1 h 10 de Beyou. Après ces trois foilers de dernière génération, arrivent deux bateaux classiques de 2010 auxquels on a ajouté des foils : à 22 h 28, Samantha Davies, sur Initiatives-Cœur, termine 4e à 1 h 44 de Beyou ; et à 23 h 24, Kevin Escoffier, sur PRB, termine 5e à 2 h 40 de Beyou.
15 juillet. À 0 h 50, Yannick Bestaven, sur Maître Coq IV, termine 6e. À 1 h 12, Boris Herrmann, sur Seaexplorer-Yacht Club de Monaco, termine 7e. À 1 h 57, Giancarlo Pedote, sur Prysmian Group, termine 8e.

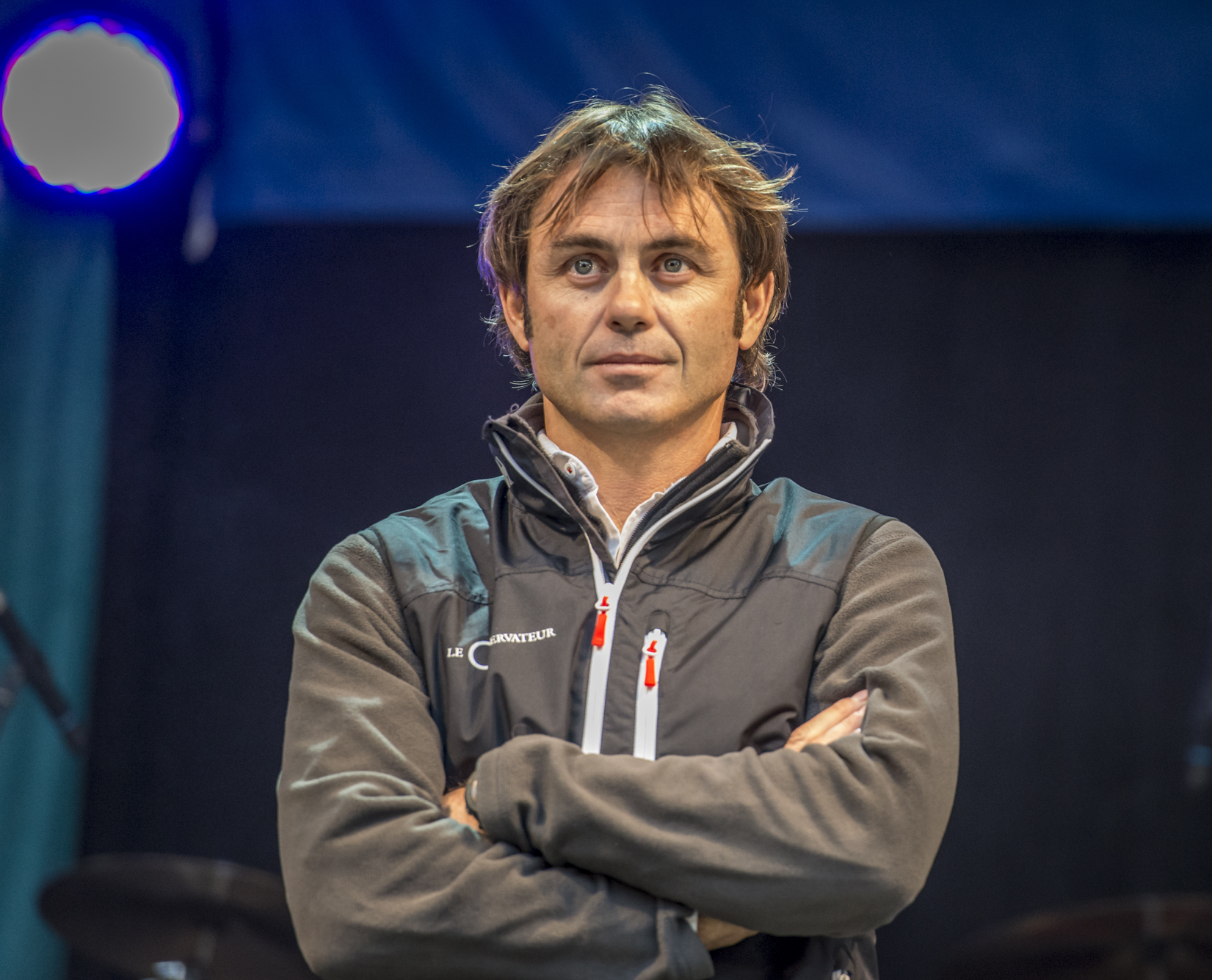
Yannick Bestaven, skipper de Maître Coq IV.

Trois concurrents arrivent groupés. À 2 h 58, Fabrice Amedeo, à bord de Newrest-Art & Fenêtres, arrive 9e. Deux minutes plus tard, Kojiro Shiraishi, à bord de DMG Mori Global One, arrive 10e. Moins de trois minutes après Shiraishi, Maxime Sorel termine 11e à bord de V and B-Mayenne, 1er des bateaux à dérives droites. À 3 h 54, Clarisse Crémer, à bord de Banque Populaire X, termine 12e. À 15 h 19, Isabelle Joschke, à bord de MACSF, arrive 13e sous son gréement de fortune.
16 juillet. Les quatre bateaux qui ont fermé la marche arrivent à leur tour. À 3 h 35, Arnaud Boissières, à bord de La Mie câline-Artisans Artipôle, termine 14e. À 5 h, Manuel Cousin, à bord de Groupe Sétin, termine 15e. À 8 h 3, Clément Giraud, à bord de Vers un monde sans sida, termine 16e. À 13 h 8, Miranda Merron, à bord de Campagne de France, termine 17e et dernière, à 1 jour, 16 heures, 24 minutes et 39 secondes du premier. Trois concurrents ont abandonné. La course aura permis à Kojiro Shiraishi, Isabelle Joschke et Clément Giraud de se qualifier pour le Vendée Globe 2020-2021.

## Classement
| Classe- ment | Concurrent        | Nationalité      | Bateau                           | Jour d'arrivée | Heure d'arrivée  | Distance parcourue | Temps                 | Moyenne sur l'eau | Écart au premier     |
| ------------ | ----------------- | ---------------- | -------------------------------- | -------------- | ---------------- | ------------------ | --------------------- | ----------------- | -------------------- |
| 1            | Jérémie Beyou     | France           | Charal                           | 14 juillet     | 20 h 44 min 08 s | 3 284,32 M         | 10 j 05 h 14 min 08 s | 13,39 nd          | -                    |
| 2            | Charlie Dalin     | France           | Apivia                           | 14 juillet     | 21 h 34 min 12 s | 3 311,22 M         | 10 j 06 h 04 min 12 s | 13,46 nd          | 50 min 04 s          |
| 3            | Thomas Ruyant     | France           | Linked Out                       | 14 juillet     | 21 h 54 min 12 s | 3 362,42 M         | 10 j 06 h 24 min 12 s | 13,65 nd          | 1 h 10 min 04 s      |
| 4            | Samantha Davies   | Royaume-Uni      | Initiatives-Cœur                 | 14 juillet     | 22 h 28 min 55 s | 3 224,79 M         | 10 j 06 h 58 min 55 s | 13,06 nd          | 1 h 44 min 47 s      |
| 5            | Kevin Escoffier   | France           | PRB                              | 14 juillet     | 23 h 24 min 34 s | 3 273,80 M         | 10 j 07 h 54 min 34 s | 13,25 nd          | 2 h 40 min 26 s      |
| 6            | Yannick Bestaven  | France           | Maître Coq IV                    | 15 juillet     | 0 h 50 min 30 s  | 3 230,09 M         | 10 j 09 h 20 min 30 s | 12,95 nd          | 4 h 06 min 22 s      |
| 7            | Boris Herrmann    | Allemagne        | Seaexplorer-Yacht Club de Monaco | 15 juillet     | 01 h 12 min 54 s | 3 273,41 M         | 10 j 09 h 42 min 54 s | 13,11 nd          | 4 h 28 min 46 s      |
| 8            | Giancarlo Pedote  | Italie           | Prysmian Group                   | 15 juillet     | 01 h 57 min 50 s | 3 200,81 M         | 10 j 10 h 27 min 50 s | 12,78 nd          | 5 h 13 min 42 s      |
| 9            | Fabrice Amedeo    | France           | Newrest- Art & Fenêtres          | 15 juillet     | 02 h 58 min 32 s | 3 155,42 M         | 10 j 11 h 28 min 32 s | 12,55 nd          | 6 h 14 min 25 s      |
| 10           | Kojiro Shiraishi  | Japon            | DMG Mori Global One              | 15 juillet     | 03 h 00 min 29 s | 3 199,84 M         | 10 j 11 h 30 min 29 s | 12,72 nd          | 6 h 16 min 21 s      |
| 11           | Maxime Sorel      | France           | V and B-Mayenne                  | 15 juillet     | 03 h 03 min 10 s | 3 090,13 M         | 10 j 11 h 33 min 10 s | 12,28 nd          | 6 h 19 min 02 s      |
| 12           | Clarisse Crémer   | France           | Banque Populaire X               | 15 juillet     | 03 h 54 min 24 s | 3 146,49 M         | 10 j 12 h 24 min 24 s | 12,47 nd          | 7 h 10 min 16 s      |
| 13           | Isabelle Joschke  | Allemagne France | MACSF                            | 15 juillet     | 15 h 19 min 34 s | 3 221,33 M         | 10 j 23 h 49 min 34 s | 12,21 nd          | 18 h 35 min 26 s     |
| 14           | Arnaud Boissières | France           | La Mie câline- Artisans Artipôle | 16 juillet     | 03 h 35 min 31 s | 3 191,20 M         | 11 j 12 h 05 min 31 s | 11,56 nd          | 1 j 06 h 51 min 23 s |
| 15           | Manuel Cousin     | France           | Groupe Sétin                     | 16 juillet     | 05 h 00 min 29 s | 3 168,72 M         | 11 j 13 h 30 min 29 s | 11,42 nd          | 1 j 08 h 16 min 21 s |
| 16           | Clément Giraud    | France           | Vers un monde sans sida          | 16 juillet     | 08 h 03 min 27 s | 3 083,70 M         | 11 j 16 h 33 min 19 s | 10,99 nd          | 1 j 11 h 19 min 19 s |
| 17           | Miranda Merron    | Royaume-Uni      | Campagne de France               | 16 juillet     | 13 h 08 min 47 s | 3 099,38 M         | 11 j 21 h 38 min 47 s | 10,85 nd          | 1 j 16 h 24 min 39 s |

## Incidents et abandons
Le 4 juillet 2020 à 19 h 55, Sébastien Simon, à bord d'Arkea-Paprec, prévient que son foil tribord vient de casser au ras de la coque. Il fait route vers Port-la-Forêt afin de réparer ou d’abandonner. Le 5 juillet, face aux réparations nécessaires, le skipper décide d'abandonner la course.
Le 5 juillet, sur Groupe Apicil (14e), le support d'alternateur casse. Damien Seguin fait demi-tour, et arrive le lendemain à Port-la-Forêt, son port d'attache. Dans l'impossibilité de réparer rapidement, il décide d'abandonner.
Le 6 juillet, Armel Tripon (14e) constate une dégradation de la structure de L'Occitane en Provence : deux lisses sont fissurées, en arrière de la zone réparée peu avant le départ. Il met à la cape, prend conseil auprès de son équipe et de la direction de course, et annonce son abandon. Il arrive deux jours plus tard à La Trinité-sur-Mer, son port d'attache. La Vendée-Arctique devait permettre à Tripon de se qualifier pour le Vendée Globe. Comme il a pris le départ de la course, il a droit à un parcours qualificatif de substitution, de 2 000 milles, à effectuer en solitaire avant la mi-septembre.
Le 6 juillet, Kojiro Shiraishi (8e) doit monter au mât pour un problème de hook (chariot de têtière) qui bloque la grand-voile de DMG Mori Global One à deux ris. Le même jour, il doit monter au mât une nouvelle fois pour remettre en place un lazy jack (en). Il n'est pas au bout de ses peines, car il découvre peu après un problème de padeye (en) (au pied du mât) : l'eau entre dans le bateau. Deux jours plus tard, il doit couper l'énergie pendant une heure pour faire fuir une bulle d'air entrée dans le tuyau de gas-oil.
Le 6 juillet, la grand-voile de PRB (4e) vient d'être trouée dans une dépression. Kevin Escoffier prend deux ris et réussit une première réparation provisoire. Puis il profite d'une accalmie pour procéder à une réparation plus fiable.
Le 11 juillet, Boris Herrmann (2e) casse son hook de grand-voile. Malgré les conseils d'Escoffier, qui navigue à proximité, il ne peut réparer. Il continue sa course, jusqu'à l'arrivée, avec deux ris.
Le 11 juillet, Isabelle Joschke (7e), « sans signe avant-coureur », voit sa bôme se briser en deux dans des conditions qui ne sont pourtant « pas extrêmes : 20 à 22 nœuds de vent et une mer pas trop forte ». L'avarie ne s'explique pas. Joschke continue sous trinquette. Elle désolidarise la très lourde grand-voile de la bôme sous laquelle elle est coincée. La bôme est à présent posée sur le pont. « J'ai re-hissé la grand-voile en utilisant des écoutes de gennaker, qui reviennent à l'arrière comme écoutes de grand-voile. La voile est à peu près bordée. Je l'ai hissée au deuxième ris. Les écoutes, les bouts, tout ça s'est un peu emmêlé. Ce n'est pas esthétique, mais ça fonctionne, et le bateau avance quand même pas mal. » Cependant, la navigatrice ne peut « ni réduire, ni augmenter la voilure. »
| N° | Nom du concurrent | Nationalité | Nom du bateau          | Date           | Raison de l'arrêt         | Lieu                                          |
| -- | ----------------- | ----------- | ---------------------- | -------------- | ------------------------- | --------------------------------------------- |
| 1  | Sébastien Simon   | France      | Arkea-Paprec           | 5 juillet 2020 | foil tribord brisé        | Port-la-Forêt                                 |
| 2  | Damien Seguin     | France      | Groupe Apicil          | 6 juillet 2020 | casse support alternateur | Port-la-Forêt                                 |
| 3  | Armel Tripon      | France      | L'Occitane en Provence | 6 juillet 2020 | lisses fissurées          | sud-ouest du cap Mizen (50° 15′ N, 10° 38′ O) |

## Avis sur la course
Jacques Caraës note avec satisfaction que les avis des skippers après la course sont très positifs. De son côté, Antoine Mermod, président de la classe Imoca, s'enthousiasme : « Nous avons pris énormément de plaisir ! […] On a vu 40 changements de leaders ! »  Dès lors, il envisage un avenir pour cette course de circonstance : « Pourquoi ne pas l’insérer au calendrier Imoca en 2022, avant la Route du Rhum ? Nous allons en parler rapidement. » Gwen Chapalain, de Sea to See, renchérit : « Une nouvelle page maritime s’est écrite. Oui, la course devrait sans doute devenir pérenne. »